# Bovalino
Bovalino est une commune italienne de la province de Reggio de Calabre dans la région Calabre.

## Administration
| Période                                  | Période | Identité | Étiquette | Qualité |
| ---------------------------------------- | ------- | -------- | --------- | ------- |
|                                          |         |          |           |         |
| Les données manquantes sont à compléter. |         |          |           |         |

### Hameaux
Bosco S. Ippolito, Belloro, Russellina, Bricà, S. Nicola, Pozzo, Bovalino Superiore, Biviera, Rosa, Cipparello

### Communes limitrophes
Ardore, Benestare, Casignana, San Luca